# ループアンテナ
ループアンテナは、エレメント（導線、導体部分）を環状（ループ）のコイルにしたアンテナである。
次の2種類の分類がある。
1. エレメント長を1波長（半径を、波長/（2π））とし、1回巻きのコイルとしたもの
2. 波長に比して十分に小さい半径で、導線を何回か（1回の場合もある）巻いたコイルとしたもの。原理としては微小ループアンテナと同じだが、1回巻きのものを特に指して微小ループとすることもある。キャパシタと組み合わせた共振回路のインダクタ（の一部）と兼用する設計とする（同調型という）こともある

1は他のアンテナと同様に電場を直接検出するのに対し、2は磁場から検出するため、ループ面に対する両者の指向性は90度ずれる。

## エレメント長を1波長とするもの
ループアンテナの最も基本的な構造は、長さが1波長の円形（正確には円弧形）の導線の両端に給電するものである。ダイポールアンテナなどと同様に、導線（エレメント）に定常波を生じさせることにより、電場を形成する。特徴は次の通りである。
- 利得が高い[要出典]
- 電波の偏波面に依らないため、垂直偏波・水平偏波のどちらも同様に、さらには偏波面が変動する電波でも、拾うことができる[要出典]
- 雑音に強い（S/N比が良い）[要出典]
- ダイポールアンテナに比べ、共振する（使用できる）周波数がやや広い

短波から極超短波まで、遠距離（DX）通信・衛星通信などの目的に用いられることが多い。理論上は円形が最も効率が高いが、量産や設置を容易にするため三角形（デルタ・ループ）、四角形（クワッド）のものが多く実用になっている。

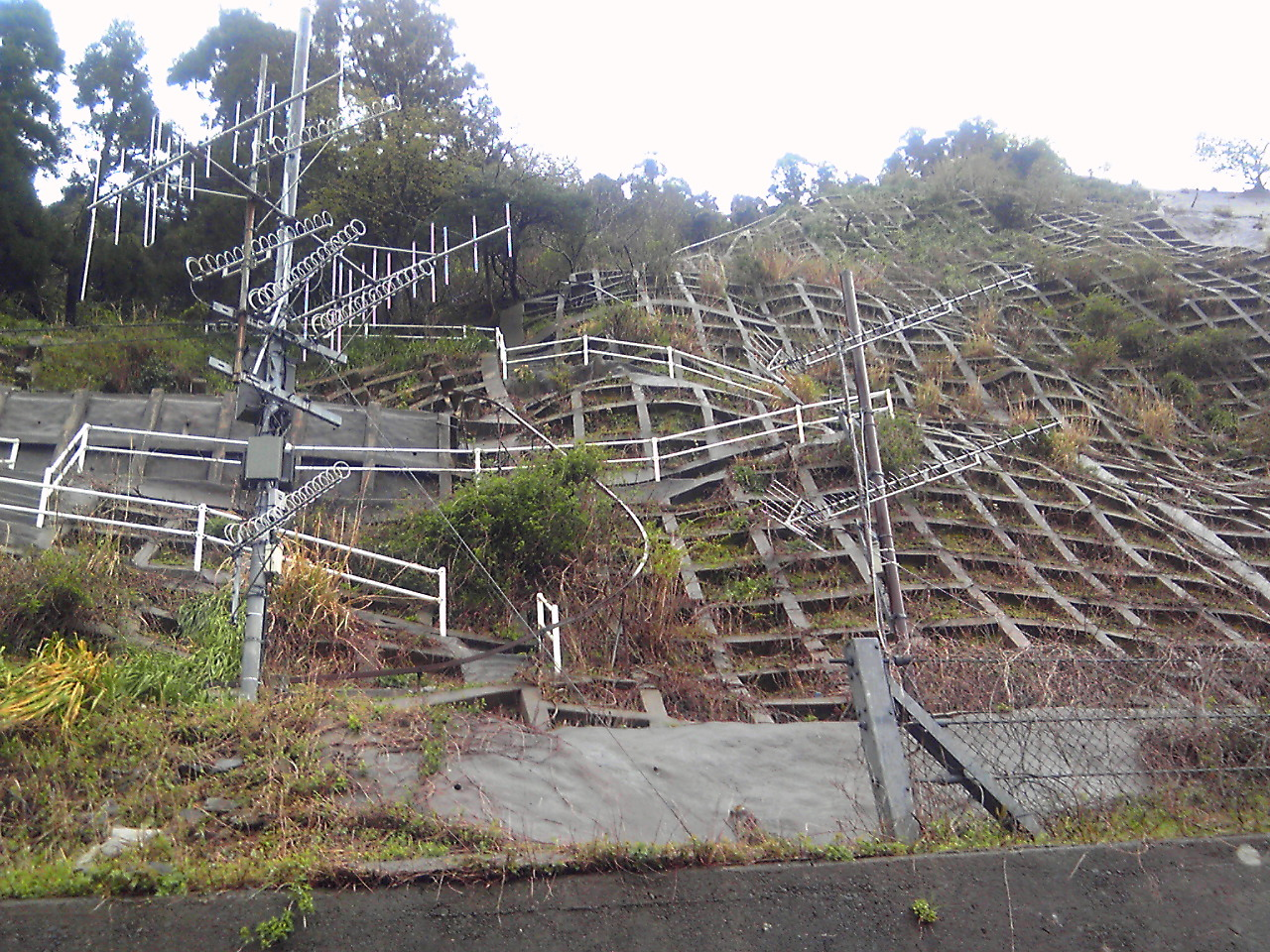
福井県南部のケーブルテレビの受信局。円筒形のアンテナがループ八木アンテナである

八木・宇田アンテナと同様に一方向への指向性を持たせるためには、全長が放射器より少し短い閉じた導線からなる導波器、全長が放射器より少し長い閉じた導線からなる反射器を取り付けることにより、放射器から導波器の方向に向けての利得を大きくできる。このようなアンテナはループ八木アンテナまたはリングアンテナと呼ばれる。また、大型で円形にするのが難しい（あるいは小型だがコストを削減したい）ため、円の代わりに正方形とした輻射器、導波器、反射器から構成されているものは、立方体のような形状を持つためキュービカル・クワッド（cubical quad：CQ）と呼ばれる。両方に×型の支柱に四角形に導線が張られており、特徴的な外見を有する。テレビの小出力の中継所では他の送信所からの受信と周辺地域への送信の両方にリングアンテナを使う事例がある。導波器のみダイポールアンテナやパラスタックの形状ではなくキュービカルクワッドの形状にして破損しにくくしたテレビ受信用八木アンテナもある。

## 導線を何回か巻いたもの
| 中波ラジオ受信用のループアンテナ（アイワのミニコンポの付属品） |  | 接続例 |
| 中波ラジオ受信用のループアンテナ（アイワのミニコンポの付属品） |  | 接続例 |

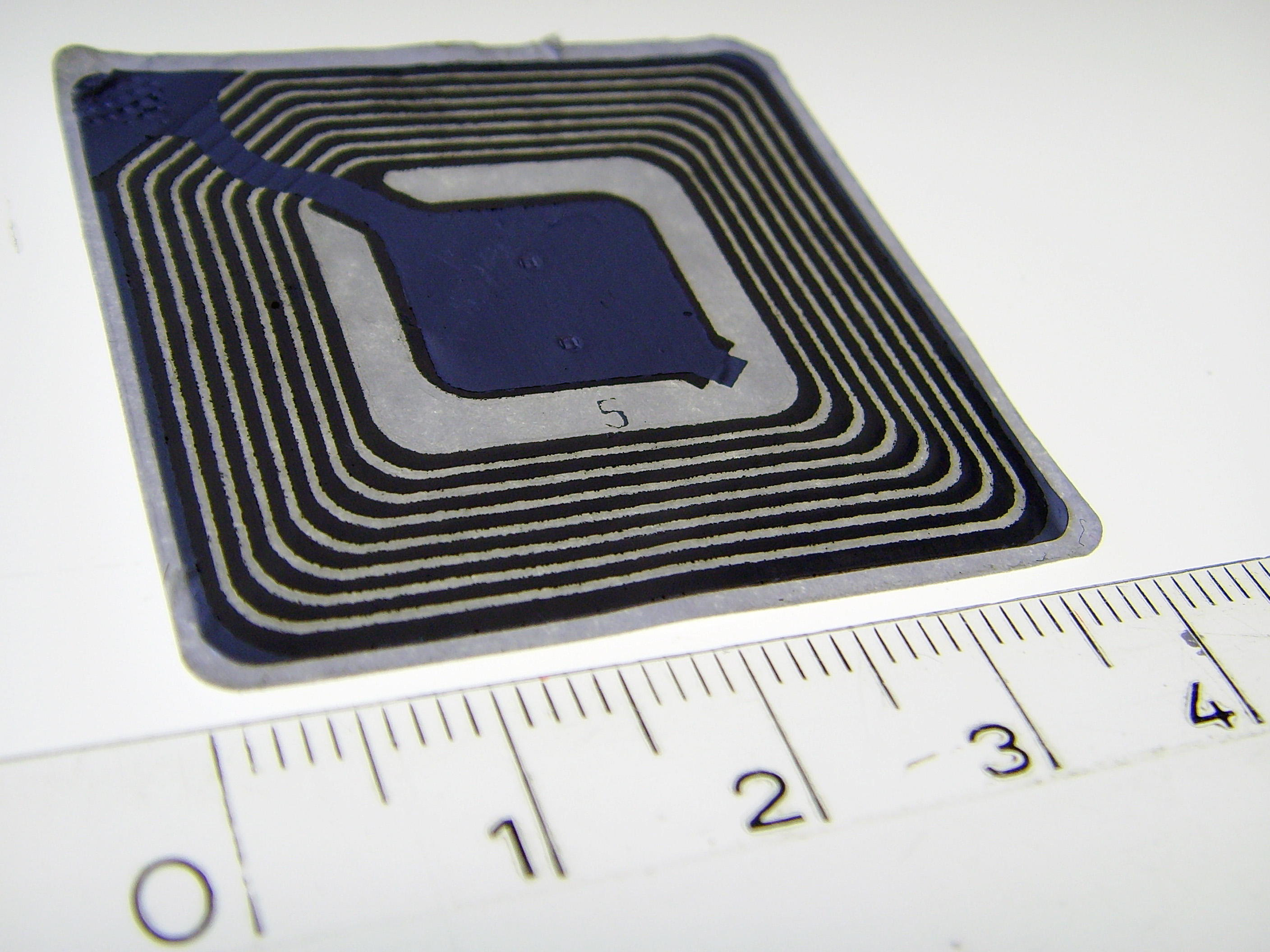
RFIDチップのループアンテナ

電子部品として用いられる通常のインダクタよりも大きな直径で導線を何回か巻いたものも、ループアンテナと呼ばれる。コイル内部の磁場の変化により、誘導起電力を取り出す原理である。この場合、導線の長さは動作に直接関係しない。多くはコンデンサを接続して共振回路として用いる。送信用としての用途はそれほど多くなく、むしろ電磁誘導の応用として135kHz、13.56MHzの電波を利用したRFIDなどに用いられている。
この代表的な製品として、中波帯のAMラジオの遠距離受信用のアンテナが市販されている。直径1m程度の三角形、四角形などのコイルと可変コンデンサ（バリコン）により同調を取り、ラジオに内蔵されているバーアンテナと電気的に結合させるものである。
また、バーアンテナ自体も一種のループアンテナである。